# Konceptualno pisanje
Konceptualno pisanje ili konceptualna poezija je terimin koji opisuje skup eksperimentalnih tekstova zasnovanih na tehnikama kao što su literarni "redi-mejdi", tekstovi koji se mogu svesti na set postupaka, generativnih uputstava ili ograničenja, koji su koncept koji prethodi tekstu i smatra se važnijim od teksta. 
Konceptualno pisanje stoji kao aktivnost blisko u vezi sa konceptualnom umetnošću.

## Istorija termina
Iako je konceptualna poezija kao termin figurisala u nekim ranijim tekstualno orjentisanim konceptualnim radovima, sam termin konceptulano pisanje je nastao u 2003. godini priliko izrade Ibi antologije konceptualnog pisanja (koja se donekle razlikuje od istovremene onlajn antologije), od strane Krega Dvorkina i Keneta Goldsmita. Nadalje Marjori Perlof je organizovaju konferenciju pod nazivom Konceptualna poezija i drugi u Poetskom Centru Univerziteta Arizona.  Derek Bolijo, Robert Friterman i Vanesa Plas su idućim godinama često upotrebljavali izraz konceptualna poezija i konceptualna poetika.

## Radovi klasifikovani kao konceptualna pisanja
- Tristan Cara, Kako napraviti dadističku pesmu, 1920.
- Endi Vorthol, A, a roman, 1968
- Peter Handke, Postavka F.K. Nirnberga iz 27.1.1968., 1969.

## Konceptualna umetnost (Nakon 2000.)
- Kreg Dvorkin, Trajanje (2004); Štrand (2005); Raščlanjavanje(2008)
- Kenet Goldsmit, Dan (2003); Vreme(2005); Kapital (2015)
- Derek Bolijo, fraktalne ekonomije (2006)
- Razmus Graf, Pačvork (2008)
- Vladan Kuzmanović, Adipiscing (2018); Ven Am at Auctor (2018)

## Spoljašnje veze
- http://www.ubu.com/concept/
- https://newrepublic.com/article/121603/avant-garde-literature-starting-resemble-conceptual-art
- https://monoskop.org/Kenneth_Goldsmith